# (3524) Schulz
(3524) Schulz (1981 EE27) – planetoida z pasa głównego asteroid okrążająca Słońce w ciągu 4,23 lat w średniej odległości 2,62 j.a. Odkrył ją Schelte Bus 2 marca 1981 roku.